# ナワト語
ナワト語（ナワトご、Nawat）はエルサルバドル西部および中部の先住民であるピピルによって話される言語。ピピル語(Pipil)と呼ばれることも多いが、エルサルバドルでは一般的に民族について「ピピル」を、言語について「ナワト」を使う。
ユト・アステカ語族のナワ語群に属する。メキシコのナワトル語と近い関係にあり、ナワトル語の方言とされることもある。
音声上ナワトル語の無声歯茎側面破擦音/t͡ɬ/にはナワト語の/t/が対応する。また、ナワトル語の/u, w/にナワト語の/g/が対応することがあり、たとえば「年」を意味する語はナワトル語ではxihuitlであるが、ナワト語ではxiguitになる。
現在ではピピルの大部分はナワト語を話さない。2008年段階でナワト語話者の数は約200人とされ、UNESCOは「極めて深刻」(critically endangered)な危機に瀕する言語としている。
ピピルは後古典期にメキシコの中央高原・南部から移住してきた。スペイン人の到来以前、ピピルはエルサルバドルにクスカトラン王国を作った。1524年にペドロ・デ・アルバラードが到来し、スペイン人に征服されてから伝統的な文化が衰退した。1821年にスペインから独立した後もスペイン系のクリオージョやメスティーソが高い地位にあり、先住民の生活はさらに悪化した。さらに1932年のピピル大反乱が鎮圧されて以降、先住民に対する迫害が続いたため、ピピルはナワト語を話さなくなった。
1985年にライル・キャンベルによってナワト語の巨大な研究書が出版された。
1992年にエルサルバドル内戦が終結した後、2003年からドン・ボスコ大学を中心としてナワト語復興プロジェクトが進められている。しかしナワト語話者がほとんどいないためにまず教師を養成するところから始めなければならず、事業は難航している。